# Werner Lottermoser
Werner Lottermoser (* 18. Juni 1909 in Dresden; † 13. Juni 1997) war ein deutscher  Physiker und Experte für Akustik.

## Leben
Lottermoser studierte Physik in Dresden, Kiel und Tübingen. Er war Mitarbeiter  am Institut für Orgel-, Glockenwesen und Raumakustik der TH Berlin und von Martin Grützmacher am 1934 gegründeten Labor für Akustik der PTR (der späteren PTB) und übernahm 1936 das neu gegründete Labor für Musikalische Akustik. Im selben Jahr wurde er über Klanganalytische Untersuchungen an Zungenpfeifen promoviert. Von 1945 bis 1952 war er an der Universität Tübingen und dann wieder an der PTB, wo er das Labor für Musikalische Akustik bis 1971 leitete. Er war Oberregierungsrat. Sein Nachfolger war Jürgen Meyer, der bei ihm 1960 über Akustik von Orgelpfeifen promovierte.
Er war auch Organist und befasste sich unter anderem mit der Physik von Orgeln. Ein weiterer Schwerpunkt seiner Arbeit war Geigenakustik und Dendrochronologie von Geigen (auch für Echtheitsnachweise altitalienischer Geigen) und er befasste sich mit Fragen des Stimmtons und Blockflöten.
Er schrieb Beiträge zur Akustik für Riemanns Musiklexikon und MGG.

## Schriften
- mit Jürgen Meyer: Orgeln, Kirchen und Akustik. 2 Bände, Bochinsky, Frankfurt 1983 (zuerst 1966 als Orgelakustik in Einzeldarstellungen).